# 数馬温泉
数馬温泉（かずまおんせん）は東京都西多摩郡檜原村数馬にある温泉である。

## 泉質
アルカリ性単純温泉（低張性・アルカリ性・低温泉）

## 温泉街
「温泉センター前」バス停に数馬の湯がある。日帰り入浴が出来、昼食・夕食を食べることが出来る。温泉スタンドがあり、源泉の湯を販売をしている。
隣の「仲の平」バス停（500m先）に蛇の湯温泉たから荘（源泉は異なる）があり、日帰り入浴可。近くの三頭山荘は、地下水に北海道長万部二股ラヂウム温泉の温泉成分を添加した人工温泉である。

## アクセス
- 車
  - 中央自動車道八王子ICまたは上野原ICよりあきる野市方面へ。
  - 首都圏中央連絡自動車道日の出ICまたはあきる野ICより檜原村方面へ。
- バス
  - 五日市線（JR東日本）武蔵五日市駅より西東京バス数馬行きに乗車、温泉センター下車。